# Глушенко, Евгения Константиновна
Евге́ния Константи́новна Глушенко (род. 4 сентября 1952, Ростов-на-Дону) — советская и российская актриса театра и кино, педагог. Народная артистка Российской Федерации (1995).

## Биография

### Творческий путь
В 1974 году окончила Высшее театральное училище имени М. С. Щепкина (курс Михаила Царёва). С того же года принята в Малый театр на роль Лизы в «Горе от ума».
С 1974 года по 1996 год — актриса Малого театра.
1979 — член Всероссийского театрального общества.
1989 — член Союза театральных деятелей.
1995 — народная артистка России.
С 1996 года по 2000 год — актриса Театра Российской армии.
С 2000 года — актриса Малого театра.
Артистическую деятельность Е. Глушенко совмещает с преподаванием актёрского мастерства в Щепкинском училище.

## Семья
Муж — Александр Калягин (род. 1942), народный артист РСФСР.
Падчерица Ксения (род. 1967, дочь А. А. Калягина от первого брака), живёт в США, имеет сына Мэтью (род. 2001) и приёмную дочь Анну-Софию Кэндалл (род. 2011).
Сын — Денис Калягин (род. 1980), окончил частную школу George School под Ньютоном недалеко от Филадельфии (США), кандидат философских наук, журналист.

## Творчество

### Театральные работы

#### Малый театр
- 1974 — «Средство Макропулоса» К. Чапека. Режиссёр: В. Б. Монахов — Кристина (ввод)
- 1975 — «Горе от ума» А. С. Грибоедова. Режиссёр: В. Н. Иванов — Лиза
- 1975 — «Конёк-горбунок» П. Ершова. Режиссёр: Р. В. Соколов — Конёк (ввод)
- 1975 — «Касатка» А. Н. Толстого. Режиссёр: В. Н. Иванов — Раиса
- 1976 — «Беседы при ясной луне» по В. М. Шукшину. Режиссёр: В. Н. Иванов — Женя
- 1977 — «Заговор Фиеско в Генуе» Ф. Шиллера. Режиссёр: Л. Е. Хейфец — Берта
- 1978 — «Головокружение» Г.Саркисяна. Режиссёр: В. М. Бейлис — Зепюр
- 1979 — «Мамуре» Ж. Сармана. Режиссёр: Б. А. Львов-Анохин — Мари-Жозеф
- 1979 — «Король Лир» Шекспира. Режиссёр: Леонид Хейфец — Корделия
- 1983 — «Картина» пьеса в 2 частях А. Ремеза, Л. Е. Хейфеца по роману Д.Гранина. Режиссёр: Леонид Хейфец — Тучкова
- 1984 — «Рядовые» Алексея Дударева. Режиссёр: Б. А. Львов-Анохин — Лида
- 1985 — «Красавец-мужчина» А. Н. Островского. Режиссёр: М. Е. Владимиров — Зоя Окоемова (ввод)
- 1987 — «Холопы» П. П. Гнедича. Режиссёр: Б. А. Львов-Анохин — Лиз
- 1990 — «Дикарка» А. Н. Островского и Н. Я. Соловьёва. Режиссёр: В. М. Соломин — Марья Петровна
- 1991 — «Царь Пётр и Алексей» Ф. Горенштейна. Режиссёр: В. М. Бейлис — Ефросинья
- 1992 — «Горячее сердце» А. Н. Островского. Режиссёр: Б. А. Морозов — Матрёна
- 1994 — Сюзанна «Преступная мать, или Второй Тартюф» П.-К. Бомарше
- 1995 — Глафира «Пир победителей» А. Солженицына
- 2001 — Зинаида Савишна «Иванов» А. П. Чехова
- 2001 — Купавина «Волки и овцы» А. Н. Островского
- 2002 — Жозефина «Корсиканка» И. Губача
- 2002 — Мавра Тарасовна Барабошева «Правда — хорошо, а счастье лучше» А.Островского
- 2005 — Белина «Мнимый больной» Ж.-Б. Мольера
- 2008 — Мелания, «Дети солнца» М. Горького, режиссёр А. Шапиро
- 2020 — Кончетта, «Рождество в доме Купьелло» Эдуардо Де Филиппо, режиссёр Стефано Де Лука

#### Театр Российской армии
- «Сердце не камень» по пьесе А. Н. Островского (1997)
- «На дне» М. Горького (Василиса, 1998)
- «Отелло» У. Шекспира (Эмилия, 1999)

### Фильмография
| Год  |     | Название                                     | Роль                                  |
| ---- | --- | -------------------------------------------- | ------------------------------------- |
| 1968 | кор | А я уезжаю домой                             | Имя персонажа не указано              |
| 1977 | ф   | Неоконченная пьеса для механического пианино | Сашенька Платонова                    |
| 1977 | ф   | В профиль и анфас                            | Ева                                   |
| 1977 | ф   | Доходное место (телеспектакль)               | Имя персонажа не указано              |
| 1978 | ф   | Средство Макропулоса (телеспектакль)         | Кристина                              |
| 1979 | тсп | Горе от ума (Малый театр)                    | Лизанька                              |
| 1979 | ф   | Впервые замужем                              | Антонина Болотникова                  |
| 1979 | ф   | Несколько дней из жизни И. И. Обломова       | мать Обломова                         |
| 1982 | ф   | Влюблён по собственному желанию              | Вера                                  |
| 1982 | ф   | Не ждали, не гадали!                         | Долгорукова                           |
| 1983 | ф   | Уникум                                       | Татьяна Шапошникова                   |
| 1986 | ф   | Зина-Зинуля                                  | Зина                                  |
| 1987 | с   | Жизнь Клима Самгина                          | Никонова                              |
| 1988 | тсп | Холопы                                       | Lise, жена князя Александра Павловича |
| 1989 | ф   | Женщины, которым повезло                     | Дуся                                  |
| 1990 | ф   | Рваное сердце                                | Имя персонажа не указано              |
| 1997 | с   | Королева Марго                               | кормилица Карла IX                    |
| 1997 | ф   | Полицейские и воры                           | Данута                                |
| 1998 | с   | Зал ожидания                                 | Женя, секретарша мэра                 |
| 1998 | ф   | Три женщины и мужчина                        | Имя персонажа не указано              |
| 1999 | ф   | Санта Лючия                                  | Имя персонажа не указано              |
| 1999 | ф   | С новым счастьем!                            | Имя персонажа не указано              |
| 2001 | ф   | С новым счастьем! 2. Поцелуй на морозе       | Имя персонажа не указано              |
| 2003 | ф   | Прощание в июне                              | Репникова                             |
| 2004 | ф   | Тёмные аллеи                                 | Имя персонажа не указано              |
| 2008 | ф   | Живи и помни                                 | свекровь Настёны                      |
| 2011 | с   | Группа счастья                               | Амалия Викторовна Веретенникова       |

## Признание и награды
- Орден «За заслуги в культуре и искусстве» (17 августа 2023 года) — за большой вклад в развитие отечественной культуры и искусства, многолетнюю плодотворную творческую деятельность[4]
- Орден Дружбы (17 марта 2003 года) — за многолетнюю плодотворную деятельность в области культуры и искусства[5]
- Народная артистка России (19 октября 1995 года) — за большие заслуги в области искусства[1]
- Заслуженная артистка РСФСР (18 мая 1988 года)
- Государственная премия Российской Федерации в области литературы и искусства 2003 года (в области театрального искусства) (12 июня 2004 года) — за спектакль Государственного академического Малого театра России «Правда — хорошо, а счастье лучше» по пьесе А. Н. Островского.
- Лауреат Всесоюзного кинофестиваля в номинации «Премии за лучшие актёрские работы» за 1980 год
- Лауреат 33-го Берлинского кинофестиваля в номинации «Лучшая женская роль» за 1983 год
- Лауреат премии «Хрустальная роза» Виктора Розова (1993, за роль Матрёны в спектакле «Горячее сердце»)
- Лауреат международной театральной премии им. К. С. Станиславского за 2009 год в номинации «мастерство актера»[6]